# Bozókalsók
Bozókalsók (szlovákul: Jalšovík) község Szlovákiában, a Besztercebányai kerületben, a Korponai járásban. Alsó- és Felsőalsók 1902-es egyesítésével jött létre.

## Fekvése
Korponától 6 km-re délkeletre található.

## Története
1418-ban említik először. Eredetileg két faluból, Alsó- és Felsőalsókból állt, melyeket 1902-ben egyesítettek.
Alsóalsókot 1542-ben "Also Alsok", 1578-ban "Also Jalsok" néven említik. A bozóki uradalomhoz tartozott. A 17. században a Szelényi, Bori és Balog családok birtoka. 1715-ben 16 háztartása létezett. 1828-ban 35 háza és 205 lakosa volt, akik főként mezőgazdasággal foglalkoztak.
Felsőalsókot 1542-ben "Felsew Alsok", 1578-ban "Felsero Jalsok" alakban említik. A bozóki uradalom része volt. A 16. század végén elnéptelenedett, de a 19. század elején újranépesült, a század közepére pedig önálló község lett.
Vályi András szerint "ALSOK. Alsó, Felső Alsok. Glasovetz, tót faluk Hont Vármegyében, földes Ura Bozoky Uraság, lakosai katolikusok, fekszenek Bozóktól, mellynek filiáji mint egy kis mértföldnyire. Vidékje nem nagy, épűletre való fája elég, de tűzi nints, szőleje tsekély, legelője is szoross, úttya köves, melly okok miatt harmadik Osztálybéli."
Fényes Elek szerint "Alsok, tót falu, Hont vgyében, Bozók mellett: 431 kath. lak. Sovány határ. F. u. a bozóki uradalom."
1902-ben az egyesítés után a Bozókalsók nevet kapta. A trianoni békeszerződésig Hont vármegye Korponai járásához tartozott. 1920-ban Jalšovík lett a hivatalos neve. Mezőgazdasági település volt, lakói támogatták a szlovák nemzeti felkelést.

## Népessége
| Év:            | 1994. | 2004.   | 2014.   | 2024.   |
| -------------- | ----- | ------- | ------- | ------- |
| Emberek száma: | 216   | 201     | 193     | 175     |
| Eltérés:       |       | -6,94 % | -3,98 % | -9,32 % |

| Év:            | 2023. | 2024.   |
| -------------- | ----- | ------- |
| Emberek száma: | 176   | 175     |
| Eltérés:       |       | -0,56 % |

1910-ben 173, túlnyomórészt szlovák lakosa volt.
2001-ben 206 szlovák lakta.
2011-ben 203-an lakták, ebből 195 szlovák.

## Nevezetességei
- Mindkét falurészben egy-egy harangláb található.
- A falu egykor csipkeverőiről volt nevezetes.